# Красноорловське
Красноорло́вське (рос. Красноорловское) — село у складі Армізонського району Тюменської області, Росія.
Населення — 391 особа (2010, 414 у 2002).
Національний склад станом на 2002 рік:
- росіяни — 89 %